# Leopoldo Luque
Leopoldo Jacinto Luque (* 3. Mai 1949 in Santa Fe; † 15. Februar 2021 in Mendoza) war ein argentinischer Fußballspieler.

## Leben
Er spielte in seiner Karriere unter anderem für Unión de Santa Fe, Rosario Central, CA River Plate und Racing Club de Avellaneda. Der Stürmer wurde erstmals 1975 in die argentinische Nationalmannschaft berufen und nahm an der Copa América 1975 teil. Dort wurde er mit vier Treffern Torschützenkönig, obwohl Argentinien bereits in der Vorrunde ausgeschieden war. Luque etablierte sich in den folgenden Jahren im Angriff der Südamerikaner. Daher war es auch keine Überraschung, dass der Stürmer von River Plate in den WM-Kader Argentiniens für die Fußball-Weltmeisterschaft 1978 im eigenen Land berufen wurde.
Luque dankte es seinem Trainer César Luis Menotti mit vier Toren in fünf Einsätzen. Der Gewinn der Fußballweltmeisterschaft 1978 stellte für ihn den absoluten Höhepunkt seiner Karriere dar. Er spielte noch bis 1981 für die Nationalmannschaft. Es gelang ihm danach nicht, sich für die Fußball-Weltmeisterschaft 1982 in Spanien zu empfehlen oder noch einmal für Argentinien aufzulaufen. Insgesamt erzielte er 22 Tore in 45 Länderspielen für Argentinien.
Seine letzten Jahre als Profifußballer waren durch zahlreiche Vereinswechsel gekennzeichnet. Nachdem er sich 1983 und 1984 bei FC Santos in Brasilien versucht hatte, kehrte er 1984 für ein Jahr nochmals nach Argentinien zurück und spielte für Deportivo Textil Mandiyú.
Angesichts der Tatsache, dass Argentinien zur Zeit der Weltmeisterschaft eine Militärdiktatur war, die Menschen foltern und verschwinden ließ, und dass Argentinien ein Spiel (das 6:0 gegen Peru) gekauft hatte, sagte Luque später aus, dass er auf den Weltmeistertitel 1978 nicht stolz sein könne und dass Argentinien die Weltmeisterschaft niemals hätte austragen dürfen.
Nach der Beendigung seiner Spielerlaufbahn betätigte er sich als Trainer. 1986–87 war er in dieser Funktion bei seinem Stammverein Unión Santa Fé. Über die nächsten zwanzig Jahre hinweg war er noch bei zahlreichen nachrangigen Vereinen tätig.
Leopoldo Luque starb im Februar 2021 im Alter von 71 Jahren an den Folgen eines Herzinfarkts.

## Erfolge
- Fußball-Weltmeister: 1978
- Copa San Martín de Tours: 1977, 1978 mit River Plate
- Liguilla Pre-Libertadores: 1976 mit River Plate
- Liga Santafesina de Fútbol 1971